# Cihangir (Avcılar)
Pour les articles homonymes, voir Cihangir.
Cihangir est un l'un des dix quartiers du district d'Avcılar sur la rive européenne d'Istanbul, en Turquie. En 2019, sa population s'élève à 64 632 habitants.